# Taleb Ould Abdi Vall
Taleb Ould Abdi Vall né le 31 décembre 1965 à Tintane (Mauritanie) est le Ministre du pétrole, de l'énergie et des mines de Mauritanie entre 2011 et 2014. Il est aussi l'ex-PDG de EEM (énergie, environnement et mines) poste qu'il occupait en 2011 et 2019.
Il est titulaire d'un doctorat en Géologie. 

## Parcours
Taleb ould Abdi vall a obtenu une licence de géologie au Maroc auprès de l'université Mohamed 5 de Rabat en 1989. En 1990, il rejoint l'université de Lorraine à Nancy où il obtient le diplôme d'études approfondies puis prépare un doctorat en géologie "matières premières, pétrologie géochimie" au laboratoire de pétrologie sous la direction du professeur Rocci, éminent professeur spécialiste de la géologie mauritanienne. 
Avant sa nomination comme Ministre du pétrole, de l'énergie et des mines, Taleb Ould Abdi Vall a commencé sa carrière en 1997 comme Senior géologue, Directeur d'exploration en Afrique de l’Ouest à Ashton Mining.
En 2003, il rejoint Rio Tinto comme Coordinateur des projets d’exploration Afrique de l’Ouest et Afrique du Nord.
En 2008 il occupe le poste de Directeur Général de la SOMELEC avant d'être nommé Administrateur Directeur Général de la SNIM.
Il est entre le 22 mars 2011 et le 20 août 2014 ministre du pétrole, de l'énergie et des mines. Et PDG de l'entreprise EEM de sa création (2011) à 2019. 